# Ruthin

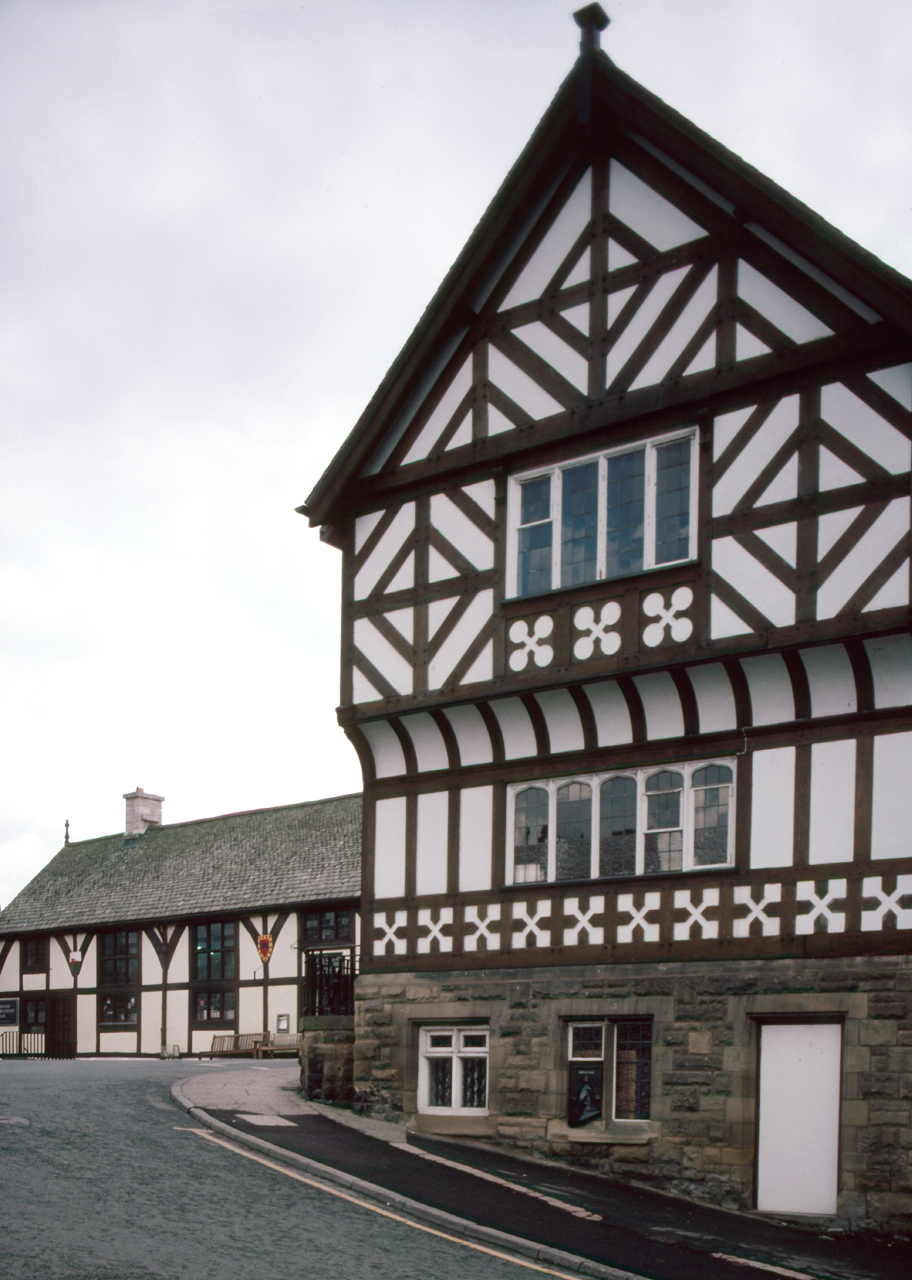
Exmewe Hall und Old Court House im Hintergrund

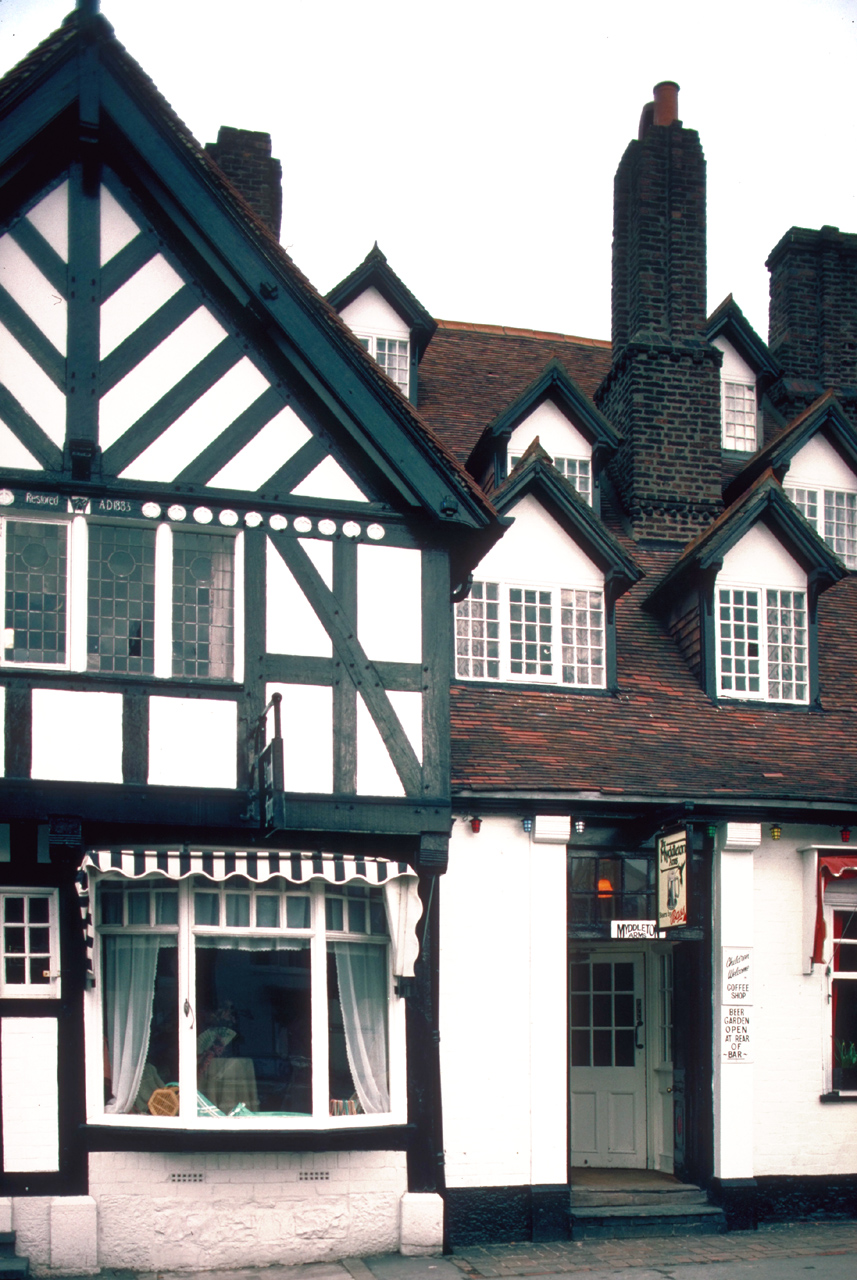
Myddelton Arms – Fachwerkhaus aus dem 16. Jahrhundert

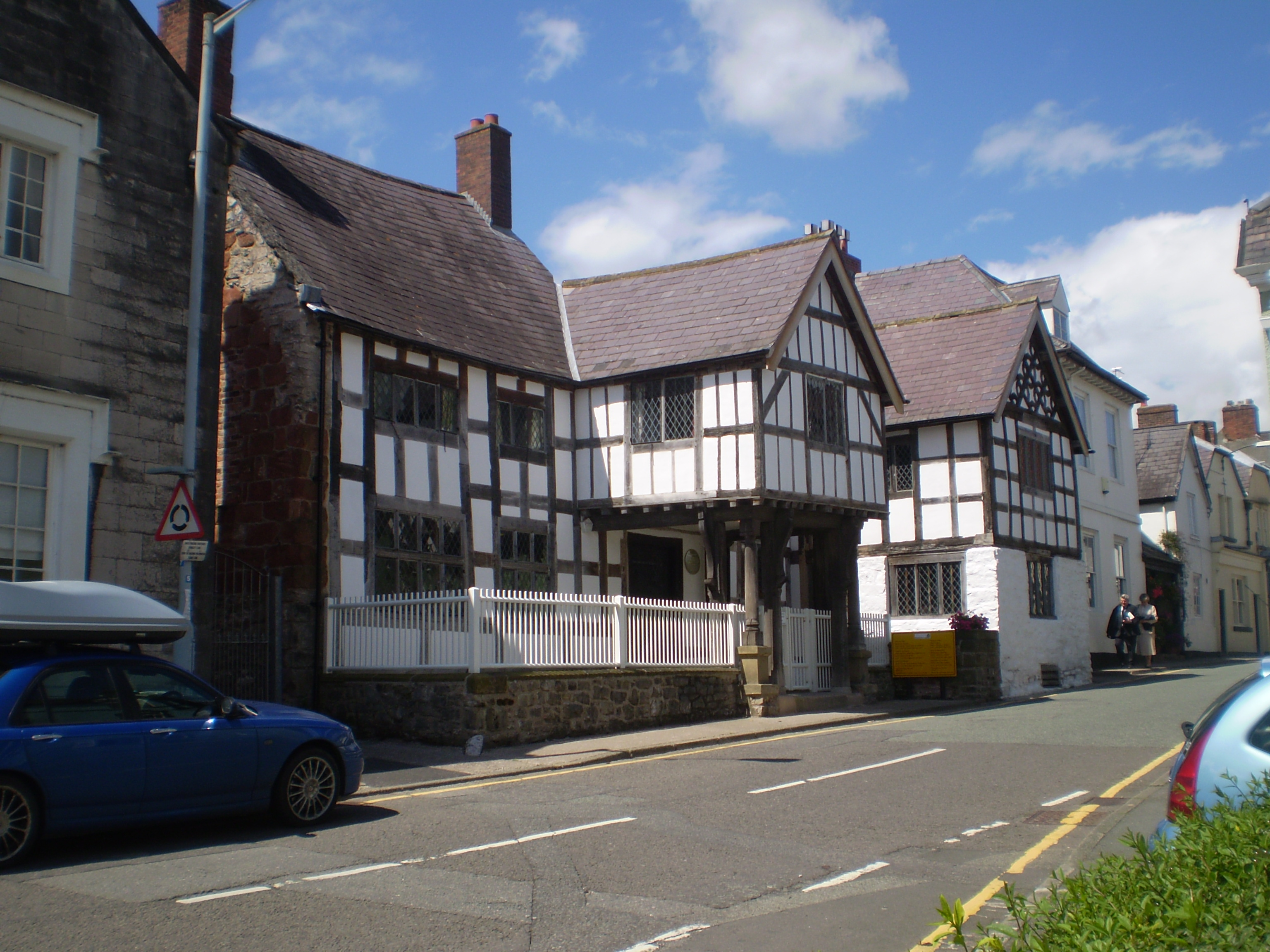
Nantclwyd House

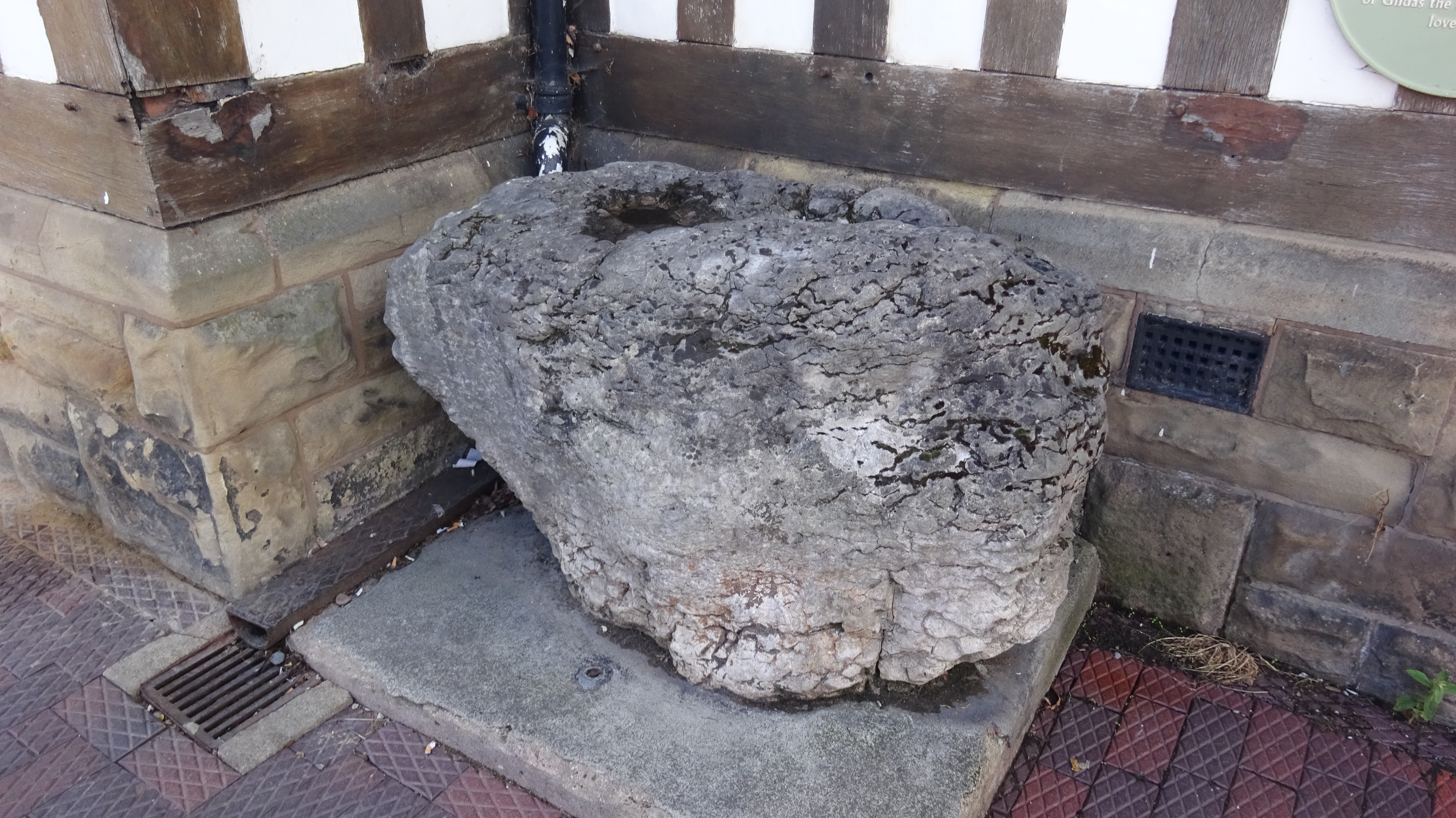
Menhir Maen Huail im Zentrum von Ruthin

Ruthin [rɪθɪn] (walisisch Rhuthun [r̩ɪθɪn]) ist Verwaltungssitz mit dem Status einer Community der Grafschaft Denbighshire in Nord-Wales.
Die Ortschaft Ruthin liegt im südlichen Teil des Clwyd-Tales. Die Häuser gruppieren sich um einen Hügel; der ältere Teil des Ortes, Ruthin Castle und Saint Peter’s Square, befindet sich auf dem Hügel, während viele jüngere Ortsteile im Auengebiet des Flusses liegen. Die aus dem roten Buntsandstein der Gegend gebaute Burg hat ihren Ursprung im Jahr 1277, als begonnen wurde, die Stadt zu befestigen. Das Bauwerk blieb bis ins 17. Jahrhundert erhalten; es wurde in neuerer Zeit teilweise restauriert und ist heute eines der luxuriösesten Hotels in Wales, bekannt für mittelalterliche Bankette mit Harfenmusik.

## Geschichte
Über die Geschichte der Stadt vor 1277 ist wenig bekannt. Zu dieser Zeit hatte Dafydd, der Bruder von Llywelyn ap Gruffydd begonnen, Ruthin Castle zu errichten. Er musste die Burg jedoch aufgeben, als er mit seinem Bruder gegen König Eduard I. rebellierte. Um 1281 war die Burg Wohnsitz von Eduards Ehefrau Eleonore, die Anlage muss also zu dieser Zeit weitgehend fertiggestellt gewesen sein.
Den Verwaltungsbezirk Cantref von Dyffryn Clwyd (Tal des Clwyd) erhielt Reginald Grey, Justiciar von Chester; seine Familie behielt diese Position für die nächsten 226 Jahre. Ein Streit zwischen Reginald Grey, 3. Baron Grey de Ruthin und Owain Glyndŵr löste letztlich die Rebellion gegen die englische Herrschaft aus, die am 18. September 1400 begann. Glyndŵr brannte als erstes die Stadt Ruthin nieder; nur die Burg und einige wenige Häuser sollen unversehrt geblieben sein.
Während des Englischen Bürgerkriegs belagerten die Parlamentstruppen die Burg elf Wochen lang und schleiften sie anschließend. Im 19. Jahrhundert wurden Teile der Anlage als Landhaus, das heutige Ruthin Schlosshotel, wieder aufgebaut.
1863 erreichte die Vale of Clwyd Railway die Stadt; die Bahnlinie führte von Rhyl über Ruthin bis Corwen, wo sie Anschluss nach Llangollen und Barmouth hatte. Die Eisenbahnstrecke wurde 1963 offiziell stillgelegt; zwischen Ruthin und Corwen waren aber wegen eines Erdrutsches schon vorher keine Züge mehr gefahren. Der Platz, auf dem die Bahnhofsgebäude standen, wird jetzt von einem großen Kreisverkehr und vom Ruthin Craft Centre eingenommen.

## Stadtbild
Ruthin ist heute eine wohlhabende Gemeinde, und prächtige schwarzweiße Fachwerkhäuser bestimmen das Stadtbild. Sie stammen aus dem 14. bis 17. Jahrhundert. Bedeutende Gebäude sind:
- Pendref Chapel: ältestes freikirchliches Gotteshaus der Stadt und 1827 gebaut.
- Old Courthaus: bemerkenswertes mittelalterliches Gebäude aus dem 14. Jahrhundert.
- Maen Huail: tonnenschwerer Stein mit einer Vertiefung und nach der Legende das Schafott, als König Artus seinen Widersacher Huail köpfen ließ.
- St Peter’s Church: Kirche aus dem 13. und 14. Jahrhundert mit prächtiger spätgotischer Decke, bestehend aus 480 geschnitzten Eichenpaneelen, ein Geschenk Heinrichs VII. Die großartigen schmiedeeisernen Tore auf der Südseite der Gemeindekirche sind ein Werk der Brüder Robert und John Davies; Robert Davies war der bedeutendste walisische Kunstschmied des 18. Jahrhunderts.
- Myddelton Arms: Haus im holländischen Stil aus dem 16. Jahrhundert mit sieben ungewöhnlich angeordneten Dachgauben, gebaut von Sir Richard Cough.
- Nantclwyd House: ältestes im Fachwerkstil gebautes Herrenhaus von Ruthin aus dem Jahr 1314; es soll eines von zwei Häusern sein, die übrig blieben, nachdem Owain Glyndwr die Stadt niedergebrannt hatte.
- County Hall: der Bau wurde zwischen 1785 und 1790 errichtet; Architekt war Joseph Turner.
- Old County Gaol: 1775 als Modell-Gefängnis der Grafschaft Denbighshire errichtet und 1916 geschlossen.
- Wynnstay Arms: Fachwerkhaus aus dem 16. Jahrhundert, damals ein „coaching inn“.

## Söhne und Töchter der Stadt
- Daisy von Pless (1873–1943),  High-Society-Lady des europäischen Hochadels
- George Cornwallis-West (1874–1951), britischer Offizier und Schriftsteller
- Tom Pryce (1949–1977), britischer Automobilrennfahrer
- Joe Woolford (* 1994), Sänger